# Tall Rifat
Talll Rifat (arab. تل رفعت) – miasto w Syrii, w muhafazie Aleppo. W 2004 roku liczyło 20 514 mieszkańców.